# Círculo Ario
El Círculo Ario es una pandilla carcelaria neonazi de supremacistas blancos que se extiende por varias instalaciones correccionales en los Estados Unidos.
El Círculo Ario fue fundado por Mark "Cowboy" Gaspard en 1985 en el Departamento Correccional de Texas como un grupo disidente de la Hermandad Aria de Texas (ABT). Durante la década de 1980, la ABT había cambiado el enfoque del crimen abierto hacia la religión. El Círculo Ario se separó de la Hermandad Aria para mantener el estatus de pandilla criminal y las creencias supremacistas blancas, y para oponerse a las pandillas carcelarias afroamericanas e hispanas.
La pandilla comenzó a crecer durante la década de 1990, convirtiéndose en la segunda pandilla carcelaria más grande de Texas en 2008, con 730 miembros confirmados en prisiones estatales. La pandilla también tenía presencia operativa en los estados vecinos y miembros aislados en todo el país. La Liga Antidifamación estimó que su membresía a nivel nacional en 2009 era de aproximadamente 1400, incluidos 150 miembros confirmados en prisiones federales.

## Membresía e identificadores
La entrada al grupo generalmente requiere un ataque a un enemigo de la organización. El Círculo Ario promociona cuatro principios: hermandad, solidaridad, lealtad y dedicación; estas creencias están representadas en cada lado de un parche de diamantes.
Los miembros del Círculo Ario lucen tatuajes comunes de supremacistas/separatistas blancos, como esvásticas, relámpagos de las SS y símbolos celtas o germánicos . El parche principal del Círculo Ario es un diamante con madera en grado debajo del corazón con una esvástica y las letras "AC" en el centro de un círculo. Sin embargo, debido a que el grupo está clasificado como grupo de amenazas a la seguridad en los Estados Unidos, muchos de sus miembros ya no tienen tatuado el parche. Los miembros mayores tendrán un pequeño círculo justo debajo de su pectoral izquierdo. También se reconocen entre sí con números de parche.

## Actividades criminales
Los miembros del Círculo Ario han sido condenados por conspiración para fabricar y distribuir grandes cantidades de metanfetamina.
El 10 de agosto de 2007, el miembro de Círculo Ario, Dennis Leighton Clem, mató a dos policías en un Budget Inn Motel en Bastrop, Louisiana, en un tiroteo, en el que también murió. Clem y su novia se dieron a la fuga después de que Clem disparara contra una camioneta SUV con adolescentes negros en su interior, que habían abierto fuego contra un conocido, hiriéndolo gravemente, frente a su casa en Houston el 14 de julio. Dos de los adolescentes agresores murieron, uno resultó herido.
El 8 de septiembre del 2022 es sentenciado a prisión de por vida el líder Jesse Paul “JP” Blankenship, por los delitos de conspiración de extorsión, secuestro en ayuda de extorsión y conspiración para cometer secuestro en ayuda de extorsión. Las autoridades mencionaron que al cometer violencia en nombre de la pandilla, incluido disparar a dos víctimas dentro de su casa y participar en un secuestro y remoción del parche o tatuaje de la pandilla de otro miembro. quemándolo de la piel de la víctima con una barra de metal calentada con un soplete. Después de cometer estos crímenes, Blankenship subió de rango en la pandilla y desde entonces ha ordenado actos de violencia adicionales.

## Rivales
Aunque el Círculo Ario fue creado por supremacistas blancos, a mediados de los 90´s se vio envuelto en una guerra sangrienta con otra pandilla carcelaria de supremacistas blancos llamada White Knights que le costó la vida a un miembro de White Knights.